# Bembidion improvidens
Bembidion improvidens är en skalbaggsart som beskrevs av Thomas Casey. Bembidion improvidens ingår i släktet Bembidion och familjen jordlöpare. Inga underarter finns listade i Catalogue of Life.